# 小雙三斜三十二面體
在幾何學中，小雙三斜三十二面體是一種星形均勻多面體，屬於星形多面體，由20個正三角形和12個五角星形組成，索引為U30，對偶多面體為小三角六边形二十面体，其外觀與雙三斜十二面體類似，差別在於雙三斜十二面體在小雙三斜三十二面體的三角形面處被替換成較深的凹陷，而小雙三斜三十二面體是平面的三角形面:123，並且與大雙三斜三十二面體拓樸同構，且這些立體皆具有二十面體群對稱性。

## 性質
小雙三斜三十二面體是一種非凸的均勻多面體，由32個面、60條邊和20個頂點組成，欧拉示性数為-8。在其32個面中，有20個正三角形和12個正五角星，其中有12個非凸的面。在其20個頂點中，每個頂點都是3個三角形和3個五角星的公共頂點，具有點可遞的性質，換句話說即每個頂角皆相等，並且這個頂角所對應的多面角之周邊面是以正五角星、正三角形、正五角星、正三角形、正五角星和正三角形的順序排列，這種頂角之面的排列方式在頂點圖中可以表示為 (5/2,3,5/2,3,5/2,3)，也可以簡寫為(5/2,3)3。

### 外觀
這個多面體在與正十二面體之面的12個相同的正五邊形面之平面上皆有一個五角星面，也有平行於正二十面體之20個正三角形面的面。從頂點圖中可以看到五角星面與三角形面有三組的相交，因此這個立體又可以稱為雙三角二十面十二面體（ditrigonal icosidodecahedron）。:106

### 表示法
小雙三斜三十二面體在考克斯特—迪肯符号中可以表示為（x5/2o3o3*a）或，在施萊夫利符號中可以表示為a{5,3}，在威佐夫記號中可以表示為3 | 3 5/2或3 | 5/2 3。

### 凸包
小雙三斜三十二面體的凸包是一個柏拉圖立體——正十二面體。
| 凸包 | 小雙三斜三十二面體 |

### 尺寸
若小雙三斜三十二面體的邊長為單位長，則其外接球半徑為：
{\displaystyle R={\frac {\sqrt {3}}{2}}\approx 0.8660254}
邊長為單位長的小雙三斜三十二面體，中分球半徑為：
{\displaystyle R_{M}={\frac {\sqrt {2}}{2}}\approx 0.70710678}
三角形面之面心共球的球半徑為：
{\displaystyle R}三角形{\displaystyle \,={\frac {\sqrt {15}}{6}}\approx 0.645497224}
五角星面之面心共球的球半徑為：
{\displaystyle R}五角星{\displaystyle \,={\frac {\sqrt {5\left(5+2{\sqrt {5}}\right)}}{6}}\approx 0.6881909602}

### 二面角
小雙三斜三十二面體僅有一種二面角，其為五角星和三角形的二面角，其角度約為142.62度：
{\displaystyle \angle }五角星{\displaystyle ,}三角形{\displaystyle \,=\arccos \left(-{\frac {\sqrt {15\left(5+2{\sqrt {5}}\right)}}{15}}\right)=\arccos \left(-{\sqrt {\frac {5+2{\sqrt {(}}5)}{15}}}\right)}{\displaystyle \approx 2.4892345138\approx 142.622631859^{\circ }}

### 頂點座標
邊長長度1個單位長且幾何中心位於原點的小雙三斜三十二面體的頂點座標為：
{\displaystyle \left(\pm {\frac {1}{2}},\,\pm {\frac {1}{2}},\,\pm {\frac {1}{2}}\right)}、
{\displaystyle \left(0,\,\pm {\frac {1}{2\varphi }},\,\pm {\frac {\varphi }{2}}\right)}、
{\displaystyle \left(\pm {\frac {1}{2\varphi }},\,\pm {\frac {\varphi }{2}},\,0\right)}、
{\displaystyle \left(\pm {\frac {\varphi }{2}},\,0,\,\pm {\frac {1}{2\varphi }}\right)}，
其中{\displaystyle \varphi ={\frac {1+{\sqrt {5}}}{2}}}為黃金比例。

## 對偶多面體

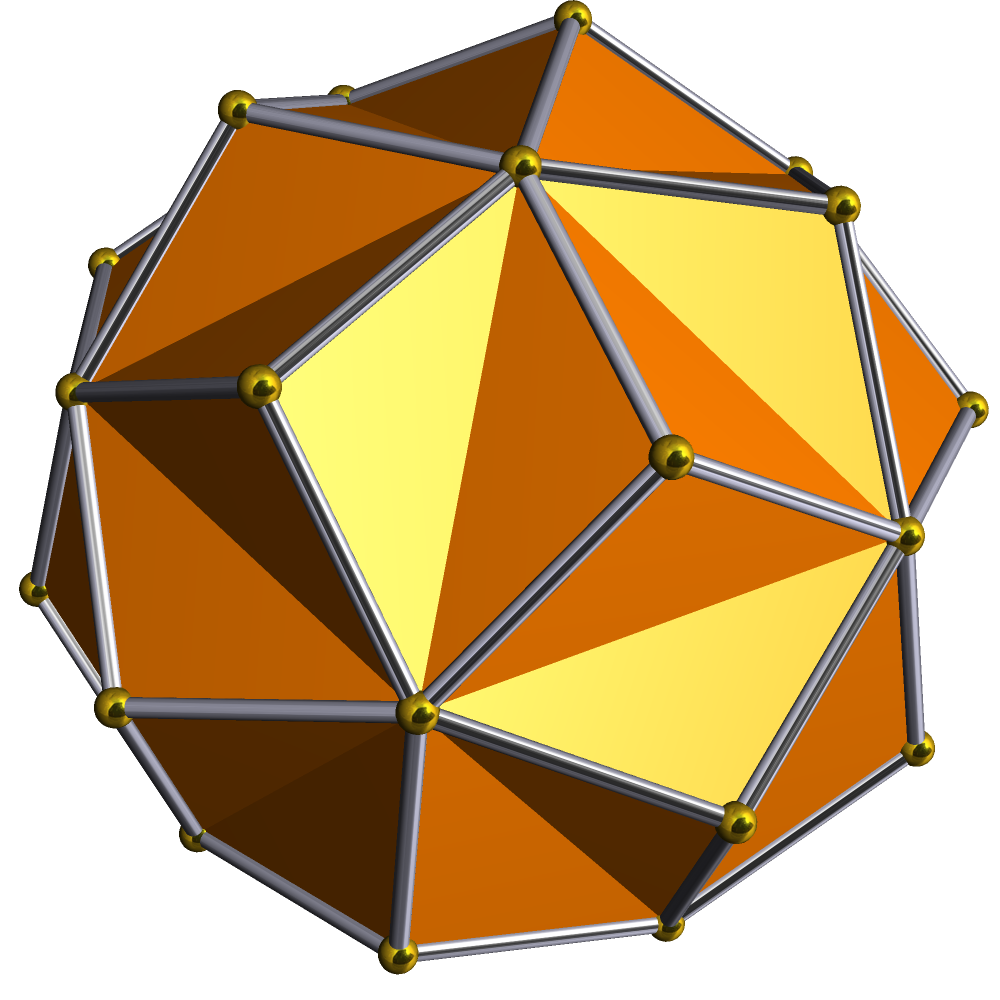
小雙三斜三十二面體的對偶多面體是小三角六边形二十面体

小雙三斜三十二面體的對偶多面體是小三角六边形二十面体。由於小雙三斜三十二面體的凸包為正十二面體，而正十二面體是正二十面體的對偶，因此小雙三斜三十二面體的對偶多面體是一種星形二十面體:42。

## 相關多面體
| a{5,3}             | a{5/2,3}           | b{5,5/2}                        |
| =                  | =                  | node · 5 · node_h3 · 5-2 · node |
| ------------------ | ------------------ | ------------------------------- |
| 小雙三斜三十二面體 | 大雙三斜三十二面體 | 雙三斜十二面體                  |
| 正十二面體 (凸包)  | 五複合立方體       | 球面的五複合立方體              |

### 對偶複合體
小雙三斜三十二面體與其對偶的複合體為複合小雙三斜三十二面體小三角六邊形二十面體。其共有52個面、120條邊和52個頂點，其尤拉示性數為-16，虧格為9，和小雙三斜三十二面體一樣有12個非凸面，在威佐夫記號中以(3 | 5/2 3)表示。

## 外部連結
- 埃里克·韦斯坦因. . MathWorld.